# Santclimenç (Guixers)
Santclimenç és una masia situada al municipi de Guixers, a la comarca catalana del Solsonès.